# Revesino
El revesino es un juego de naipes que por lo común se juega entre cuatro. 
Cada uno de los tres de mano se reparten once cartas y al que da, doce pudiendo aquellos tres robar una de monte. El revesino consiste en hacer uno todas las bazas y entonces se le contribuye con el premio que se estipula. Pero si alguno de los otros jugadores le cortase o matase en cualquiera de las dos últimas bazas, entonces tiene que darle el mismo premio al que lo ha cortado. 
No habiendo revesino gana la partida el que tiene menos puntos y bazas y en lance igual el que es pie o el inmediato hacia él a mano izquierda. 
El valor de las cartas es el siguiente: 
- Los ases vale 4 puntos, excepto el as de copas, que vale 5 puntos
- Los reyes valen 3 puntos
- Los caballos, 2 puntos
- Las sotas, 1 punto, excepto la de oros, que vale 3 puntos y también se llama quínola.
- El resto de las cartas carecen de valor en puntos aunque tienen el valor de su número para ganar las bazas.